# Daw, Mauritania
Daw este o comună din departamentul Maghama, Regiunea Gorgol, Mauritania, cu o populație de 5.199 locuitori.